# 열전! 게임챔프
《열전 게임챔프》는 1999년 11월 15일부터 2003년 6월 8일까지 iTV 경인방송에서 방송되었던 게임 프로그램이다.

## 역대 방송시간
| 방송 채널 | 방송 기간                          | 방송 시간                         |
| --------- | ---------------------------------- | --------------------------------- |
| iTV       | 1999년 11월 15일 ~ 2000년 6월 16일 | 평일 오후 5:40 ~ 저녁 6:10        |
| iTV       | 2000년 9월 25일 ~ 2001년 6월 29일  | 평일 오후 5:40 ~ 저녁 6:10        |
| iTV       | 2000년 6월 19일 ~ 2000년 9월 22일  | 평일 오후 5:00 ~ 오후 5:30        |
| iTV       | 2001년 7월 2일 ~ 2001년 10월 19일  | 평일 오후 5:35 ~ 저녁 6:10        |
| iTV       | 2001년 10월 22일 ~ 2002년 7월 11일 | 월~목요일 오후 5:35 ~ 저녁 6:10   |
| iTV       | 2002년 7월 21일 ~ 2003년 6월 8일   | 매주 일요일 오전 11:00 ~ 낮 12:00 |

## 역대 MC
- 전용준, 최은지 1999년 11월 15일 ~ 2000년 2월 11일
- 전용준, 이기석 2000년 2월 14일 ~ 2000년 6월 16일
- 이현주, 이기석 2000년 6월 19일 ~ 2000년 9월 22일
- 김생민, 이현주 2000년 9월 25일 ~ 2001년 3월 30일
- 이현주, 이기석 2001년 4월 2일 ~ 2001년 10월 26일
- 이현주, 채정원 2001년 10월 29일 ~ 2002년 7월 11일
- 임동석 2002년 7월 21일 ~ 2003년 6월 8일

## 코너소개
- 게임메일
- 게임포커스
- 게임박스오피스